# Skąpe (Chełmża)

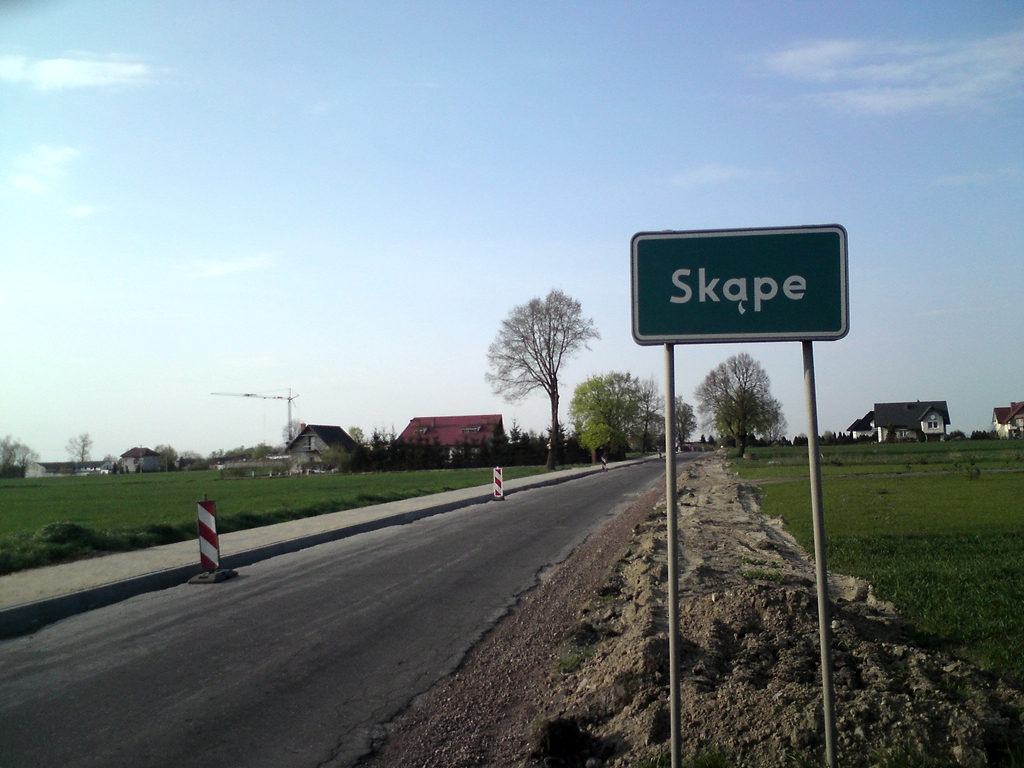
Skąpe (Chełmża)

Skąpe (deutsch Hermannsdorf) ist ein Dorf der Landgemeinde Chełmża im Powiat Toruński der Woiwodschaft Kujawien-Pommern in Polen.

## Geschichte
Die Gemeinde Hermannsdorf entstand am 6. Oktober 1898 durch die Vereinigung der Gemeinden Alt Skompe und Neu Skompe zur Landgemeinde Hermannsdorf. Der König hatte die Vereinigung zuvor per Erlass am 29. August 1898 genehmigt.
Im Jahre 1905 hatte das Dorf 756 Einwohner. Es gab eine Schule mit drei Klassen und drei Lehrern, die 1780 von Einwanderern aus Schwaben gegründet wurde. Zuständiges Standesamt bis 1920 war Bielczyny (Bildschön).
Nach dem Ersten Weltkrieg musste Deutschland 1920 das Gebiet aufgrund der Bestimmungen des Versailler Vertrags zum Zweck der Einrichtung des Polnischen Korridors an die Zweite Polnische Republik abtreten.
In den 1970er Jahren wurde Skąpe um den Ort Chrapice (Chrapitz) vergrößert.